# Comté de Bath (Virginie)
Pour les articles homonymes, voir Comté de Bath.
Le comté de Bath est un comté de Virginie, aux États-Unis. Son siège est à Warm Springs. 
Situé le long de la frontière de la Virginie occidentale, le territoire du comté de Bath est occupé à 89 % en réserve forestière et 6 % en parc d'état. Avec ses 4 731 habitants, c'est après le comté de Highland , c'est le comté le moins peuplé et le moins dense de la Virginie.

## Géolocalisation
|                     | Comté de Highland |                     |
| Comté de Pocahontas | Comté de Bath     | Comté d'Augusta     |
| Comté d'Alleghany   |                   | Comté de Rockbridge |

## Économie
En service depuis 1985, la centrale de pompage-turbinage la plus puissante du monde est celle de Bath County, 